# Henryk Anzelm von Promnitz
Henryk Anzelm von Promnitz (ur. 26 listopada 1564 w Żarach, zm. 14 marca 1622 w Lubinie) – gubernator Dolnych Łużyc.

## Życie
Henryk Anzelm pochodził z arystokratycznej rodziny Promnitz. Jego rodzicami byli Seyfried von Promnitz (1534-1597) i Urszula z Schaffgotschów (zm. 16 października 1587). W 1574 r. został wysłany przez ojca na nauki do Czech, gdzie nauczył się języka czeskiego, którego znajomość była niezbędna do kariery politycznej w obszarze Korony Czeskiej. W 1579 podjął wieloletnią podróż edukacyjną do Włoch, Holandii i Anglii. W 1584 r. wstąpił do służby na dworze cesarza Rudolfa II w Pradze. Po śmierci ojca objął w 1597 r. rządy w rozległych majątkach rodzinnych, które obejmowały: Żary-Trzebiel w Dolnych Łużycach, Pszczynę w księstwie pszczyńskim i Hoyerswerda w Górnych Łużycach. W 1605 r. został mianowany gubernatorem Dolnych Łużyc.

## Rodzina
20 stycznia 1590 r. Henryk Anzelm poślubił Zofię von Kurzbach, córkę piastowskiej księżniczki Heleny i Zygmunta II Kurzbacha (1547-31 XII 1579), wnuczkę księcia Fryderyka III legnickiego. Para miała dzieci:
- Anna Sophie (zm. 1624) ∞ Adam Johann von Myensky
- Siegmund Seyfried (ur. 16 lipca 1595, zm. 30 lipca 1654)
  - ∞ Anna Margareta von Putbus (ur. 1604, zm. 29 czerwca 1645)
  - ∞ Katharina Elisabeth von Schoenburg-Lichtenstein (ur. 27 kwietnia 1625, zm. 20 października 1656)
  - ∞ baronowa Agnes von Rackwitz
- Polyxena Elisabeth (zm. 1650) ∞ Hans von Pückler (ur. 12 listopada 1576, zm. 28 października 1638)

## Od Piastów do Promnitzów
Córką piastowskiego ks. Fryderyka III była księżniczka legnicka Helena a wnuczką Zofia von Kurzbach, żona Henryka Anzelma von Promnitz.
| Jan Kurzbach 1) zm. 18 V 1549 | Jan Kurzbach 1) zm. 18 V 1549 |                                              |                                              | Anna Zborowska2) | Anna Zborowska2) |  |  | Fryderyk III legnicki, ks. Legnicy i Brzegu ur. 22 II 1520 zm. 15 XII 1570 | Fryderyk III legnicki, ks. Legnicy i Brzegu ur. 22 II 1520 zm. 15 XII 1570 |                               |                               | ks. Katarzyna Meklemburska3) ur. 14 IV 1518 zm. 17 XI 1581 | ks. Katarzyna Meklemburska3) ur. 14 IV 1518 zm. 17 XI 1581 |
|                               |                               |                                              |                                              |                  |                  |  |  |                                                                            |                                                                            |                               |                               |                                                            |                                                            |
|                               |                               |                                              |                                              |                  |                  |  |  |                                                                            |                                                                            |                               |                               |                                                            |                                                            |
|                               |                               | Zygmunt II Kurzbach ur. 1547 zm. 31 XII 1579 | Zygmunt II Kurzbach ur. 1547 zm. 31 XII 1579 |                  |                  |  |  |                                                                            |                                                                            | Helena ur. 1546 zm. 6 IV 1583 | Helena ur. 1546 zm. 6 IV 1583 |                                                            |                                                            |
|                               |                               |                                              |                                              |                  |                  |  |  |                                                                            |                                                                            |                               |                               |                                                            |                                                            |
|                               |                               |                                              |                                              |                  |                  |  |  |                                                                            |                                                                            |                               |                               |                                                            |                                                            |
|                               |                               |                                              |                                              |                  |                  |  |  |                                                                            |                                                                            |                               |                               |                                                            |                                                            |

|                 |                 | Henryk Anzelm von Promnitz ur. 26 XI 1564 zm. 24 III 1622 OO 20 I 1590 | Henryk Anzelm von Promnitz ur. 26 XI 1564 zm. 24 III 1622 OO 20 I 1590 | Zofia ur. 1572 zm. po 1605                                           | Zofia ur. 1572 zm. po 1605                                           |                                                        |                                                        |                                           |                                           |                                           |                                           |  |  |  |  |
|                 |                 |                                                                        |                                                                        |                                                                      |                                                                      |                                                        |                                                        |                                           |                                           |                                           |                                           |  |  |  |  |
|                 |                 |                                                                        |                                                                        |                                                                      |                                                                      |                                                        |                                                        |                                           |                                           |                                           |                                           |  |  |  |  |
|                 |                 |                                                                        |                                                                        |                                                                      |                                                                      |                                                        |                                                        |                                           |                                           |                                           |                                           |  |  |  |  |
| Urszula Benigna | Urszula Benigna | Anna Zofia4) zm. 1624                                                  | Anna Zofia4) zm. 1624                                                  | hrabia Zygmunt Zygfryd von Promnitz5) ur. 17 VII 1595 zm. 30 VI 1654 | hrabia Zygmunt Zygfryd von Promnitz5) ur. 17 VII 1595 zm. 30 VI 1654 | Klara Euzebia zm. 22 X 1627                            | Klara Euzebia zm. 22 X 1627                            | Polyksena Elżbieta6) ur. 1599 zm. 1650    | Polyksena Elżbieta6) ur. 1599 zm. 1650    |                                           |                                           |  |  |  |  |
|                 |                 |                                                                        |                                                                        |                                                                      |                                                                      |                                                        |                                                        |                                           |                                           |                                           |                                           |  |  |  |  |
| Henryk Krystian | Henryk Krystian | Maksymilian zm. 1624                                                   | Maksymilian zm. 1624                                                   | Bibiana ur. 2 I 1605, zm. 12 II 1632                                 | Bibiana ur. 2 I 1605, zm. 12 II 1632                                 | Erdmann Leopold von Promnitz (1631–1664), syn Zygmunta | Erdmann Leopold von Promnitz (1631–1664), syn Zygmunta | Eleonore von Racknitz (1636–1679)         | Eleonore von Racknitz (1636–1679)         |                                           |                                           |  |  |  |  |
|                 |                 |                                                                        |                                                                        |                                                                      |                                                                      |                                                        |                                                        |                                           |                                           |                                           |                                           |  |  |  |  |
|                 |                 |                                                                        |                                                                        |                                                                      |                                                                      |                                                        |                                                        |                                           |                                           |                                           |                                           |  |  |  |  |
|                 |                 |                                                                        |                                                                        |                                                                      |                                                                      | Balthasar Erdmann von Promnitz (1656–1703)             | Balthasar Erdmann von Promnitz (1656–1703)             | Emilie Agnes von Reuß-Schleiz (1667–1729) | Emilie Agnes von Reuß-Schleiz (1667–1729) | Emilie Agnes von Reuß-Schleiz (1667–1729) | Emilie Agnes von Reuß-Schleiz (1667–1729) |  |  |  |  |
|                 |                 |                                                                        |                                                                        |                                                                      |                                                                      |                                                        |                                                        |                                           |                                           |                                           |                                           |  |  |  |  |
|                 |                 |                                                                        |                                                                        |                                                                      |                                                                      |                                                        |                                                        |                                           |                                           |                                           |                                           |  |  |  |  |
|                 |                 |                                                                        |                                                                        |                                                                      |                                                                      |                                                        |                                                        | Erdmann II Promnitz (1683–1745)           |                                           |                                           |                                           |  |  |  |  |

| 1. pan Milicza i Żmigrodu 2. siostra banity Samuela Zborowskiego 3. córka ks. meklemburskiego Henryka V 4. żona Adama Jana Męczyńskiego 5. Pan Pszczyny, Żar i Trzebiela 6. żona Hansa von Pücklera |

## Literatura
- Rudolf Lehmann: Geschichte der Niederlausitz. Berlin 1963.
- Johann Gottlob Worbs: Geschichte der Herrschaften Sorau und Triebel. Sorau 1826. s. 111–126.